# Аднан Ћахил
Аднан Ћахил (мкд. Аднан Ќахил, тур. Adnan Kâhil; рођен 1960) је македонски политичар турске националности у Северној Македонији.

## Биографија
Рођен је 1960. године у етничко турској обитељи Скопљу. Дипломирао је на Хемијском факултету у Скопљу при Универзитету Свети Ћирило и Методије (мкд. Св. Кирил и Методиј).
Радио је као наставник физике, главни инжењер у ОХИС-у, професор хемијске гимназије Јосип Броз Тито и професор Педагошког факултета у Скопљу.
Од 1998. до 2000. године је био министар без ресора у Влади предвођеној странком ВМРО-ДПМНЕ, а од 2000. до 2002. године био је саветник председника владе.
На парламентарним изборима 2002. године је избран за посланика из редова коалиције ВМРО - ДПМНЕ и ПДТ. Говори турски, македонски, енглески и албански језик.